# Blackstone Building (Los Ángeles)
El Blackstone Building (anteriormente Blackstone's Department Store, ahora Blackstone Apartments ) es una estructura de 1916 ubicada en 901 South Broadway en Los Ángeles (Estados Unidos). Está catalogado como Monumento Histórico-Cultural de Los Ángeles desde 2003 (número LA-765). El edificio de los grandes almacenes Blackstone es un ejemplo temprano del trabajo de John B. Parkinson, el destacado arquitecto de Los Ángeles de principios del siglo XX, quien también diseñó Bullocks Wilshire. El edificio está revestido de terracota gris y decorado en la escuela de Bellas Artes.

## Historia de Blackstone
Nathaniel Blackstone (cuñado del magnate de los grandes almacenes JW Robinson ) abrió Blackstone's Dry Goods en 1895 cuando J. W. Robinson Co. (comúnmente conocida como "Boston Store" en ese momento) abandonó su ubicación anterior en 171–173 Spring Street ese año.
En 1898 se mudaron al Edificio Douglas (entonces conocido como el "Nuevo" Bloque Stimson) en la esquina noroeste de las calles Third y Spring, ocupando 1858 m²  de espacio en planta baja, más todo el sótano.
En 1906-7, NB Blackstone Co. se mudó a 318–320-322 S. Broadway, en el nuevo edificio AP Johnson (u OT Johnson) diseñado por Robert B. Young.

## Tienda insignia en 901 S. Broadway
En 1916, Blackstone contrató a Parkinson para diseñar su tienda insignia más al sur en la esquina suroeste de 9th y Broadway, con 27 m de frente en Broadway y 50,2 m en la calle 9. Costó 500 000 dólares, con 6 pisos más dos sótanos, y se inauguró el 20 de septiembre de 1917.
En 1939, Blackstone's fue vendido a la Famous Department Store Company y renovado por Morgan, Walls & Clements. Stiles O. Clements diseñó una fachada en la planta baja con el estilo Streamline Moderne ; esta fachada ahora está protegida por una servidumbre de Los Ángeles Conservancy.
También fue el edificio detrás de Harold Lloyd en la famosa escena cuando está escalando otro edificio y hace esas increíbles acrobacias colgando del reloj del edificio, en la película muda de 1923 "Safety Last". Los grandes almacenes de Blackstone recibieron unos 20 minutos de publicidad gratuita en una película muy popular ese año.

## Uso actual
En 2010, el edificio Blackstone se reutilizó de manera adaptativa y se convirtió en 82 apartamentos con espacio comercial en la planta baja y un estacionamiento subterráneo.